# Misjka mod Judenitj
Misjka mod Judenitj (russisk: Мишки против Юденича, translit.: Misjki protiv Judenitja) er en sovjetisk stumfilm fra 1925 instrueret af Grigorij Kozintsev og Leonid Trauberg. Filmen er formodet bortkommet.

## Handling
Filmen er en komedie, der handler om drengen Misjka, der endte i general Nikolaj Judenitjs hovedkvarter under den russiske borgerkrig.

## Medvirkende
- Aleksandr Zavjalov som Misjka
- Polina Pona
- Sergej Gerasimov
- Andrej Kostritjkin
- Jevgenij Kumejko som Judenitj